# Friedrich Hessenberg
Johann Friedrich Hessenberg (* 1. Juni 1810 in Frankfurt am Main; † 8. Juli 1874 ebenda) war ein Juwelier, Mineraloge und Politiker der Freien Stadt Frankfurt.
Friedrich Hessenberg war Silberarbeiter, Juwelier, Mineraloge und Schriftsteller in Frankfurt am Main. Ausgehend von seinen Erfahrungen als Juwelier forschte er auf den Gebieten der Mineralogie und Kristallographie. Im Jahre 1854 publizierte er unter dem Titel Ueber das Quecksilberhornerz in der Zeitschrift der Senckenbergischen Naturforschenden Gesellschaft seine erste kristallographische Arbeit. Später veröffentlichte er in der gleichen Zeitschrift unter dem Titel Mineralogische Notizen elf weitere Abhandlungen über Minerale. Er trug eine bedeutende Mineraliensammlung zusammen und trat auch als Konstrukteur von Kristallmodellen hervor. Für sein wissenschaftliches Werk wurde ihm 1867 die Ehrendoktorwürde der Berliner Friedrich-Wilhelms-Universität (heute Humboldt-Universität zu Berlin) verliehen. Er war gewähltes korrespondierendes Mitglied der Bayerischen Akademie der Wissenschaften.
Am 25. Oktober 1848 wurde Johann Friedrich Hessenberg in die Constituierende Versammlung der Freien Stadt Frankfurt gewählt. Er gehörte dem Gesetzgebenden Körper 1847 sowie 1849 bis 1850 an.